# Juniperus macrocarpa
Juniperus macrocarpa ist eine Pflanzenart, die zur Gattung Wacholder aus der Familie der Zypressengewächse (Cupressaceae) gehört. Sie kommt im Mittelmeerraum und um das Schwarze Meer vor und trägt unter anderem den deutschen Trivialnamen Großfrüchtiger Wacholder.

## Beschreibung

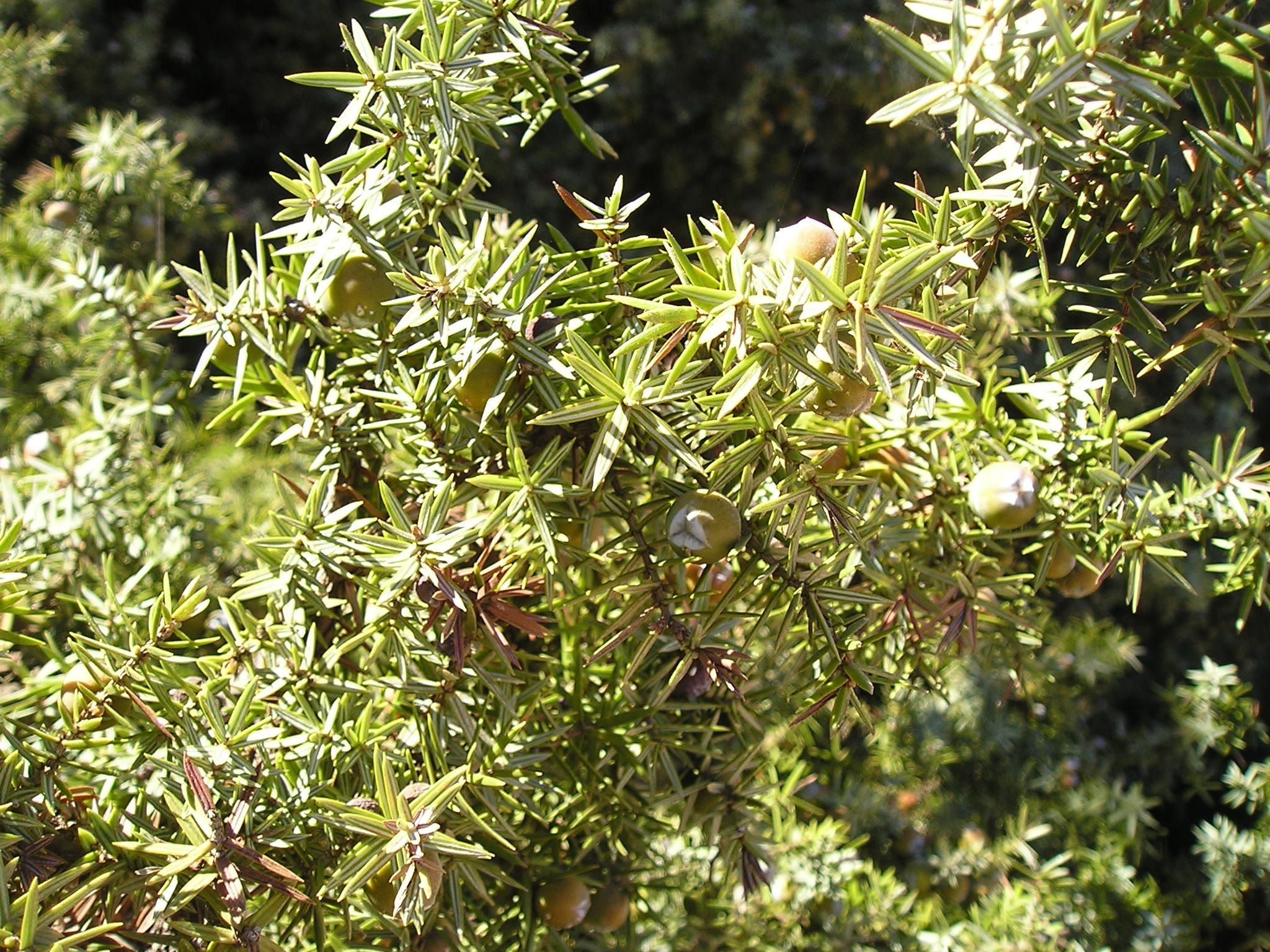
Blätter und Samenzapfen des Juniperus macrocarpa in Langeri auf der griechischen Insel Paros

Juniperus macrocarpa wächst als immergrüner Baum mit einer Wuchshöhe bis zu 14 Meter. Die sich in Streifen ablösende Stammrinde ist bräunlich rot. Die Äste stehen aufrecht. Die 12 bis 20 Millimeter langen und 2 bis 2,5 Millimeter breiten nadelförmigen Blätter stehen in Wirteln zu dritt. Die adaxiale Oberseite trägt zwei ausgeprägte stomatale Bänder; die abaxiale Unterseite ist gekielt.
Juniperus macrocarpa ist zweihäusig getrenntgeschlechtig (diözisch). Der Pollenflug erfolgt im Winter. Die im reifen Zustand purpurroten, 12 bis 18 Millimeter langen Samenzapfen sind beerenähnlich und kugelförmig. Sie reifen in zwei Jahren und tragen normalerweise drei Samen pro Zapfen.

## Vorkommen
Der Lebensraum von Juniperus macrocarpa erstreckt sich entlang der Mittelmeer- und Schwarzmeerküsten in Nordwestafrika, Süd- und Osteuropa sowie Kleinasien. Die Verbreitung wird mit vom südlichen Portugal ostwärts bis Zypern reichend beziehungsweise mit Bulgarien, Ukraine und der Türkei angegeben.

## Systematik
Juniperus macrocarpa wurde 1816 von James Edward Smith auf Grundlage der Unterlagen des 1796 verstorbenen John Sibthorp im Werk Florae Graecae Prodromus, einem Vorläufer des Hauptwerkes Flora Graeca, beschrieben. Diese Art wird in den meisten anderen Quellen als Unterart Juniperus oxycedrus subsp. macrocarpa (Sm.) Ball behandelt. Robert P. Adams erkennt den Artstatus an und stellt diese Wacholderart in eine geographische Gruppe der „Wacholder Europas, der Kanarischen Inseln, der Azoren, von Kleinasien und Afrika“. Sie wird innerhalb der Gattung Juniperus der Untergattung oder auch Sektion Juniperus zugeordnet. Als Synonyme werden neben weiteren Juniperus lobelii Guss., Juniperus biasolettii Link, Juniperus umbilicata Godr., Juniperus willkommii Antoine, Juniperus sphaerocarpa Antoine und Juniperus major Dioscorides ex Bubani genannt.

## Gefährdung und Schutzmaßnahmen
Juniperus macrocarpa ist weitverbreitet in den Mittelmeer-Küstenregionen und scheint nicht gefährdet zu sein. Mit der Fauna-Flora-Habitat-Richtlinie Nr. 92/43/EWG in der aktualisierten Fassung vom 1. Januar 2007 der Europäischen Union (FFH-RL) Anhang 1 werden Schutzgebietausweisungen für Lebensraumtypen, denen auch Juniperus macrocarpa angehört, gefordert.